# Jean Orcel

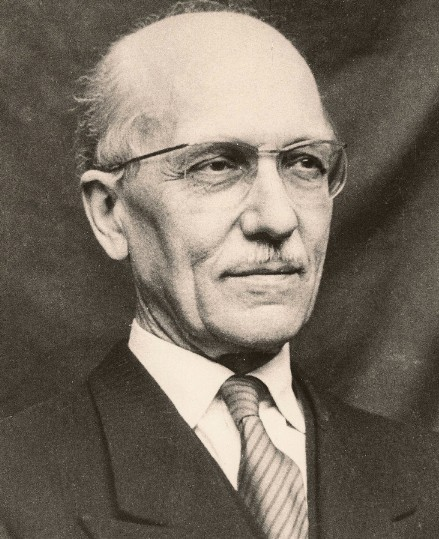
Jean Orcel (1968)

Jean Orcel (* 3. Mai 1896 in Paris; † 27. März 1978 ebenda) war ein französischer Physiker, Mineraloge und Chemiker.
Orcel ging aufs Lycée Henri IV in Paris, war aus medizinischen Gründen vom Wehrdienst im Ersten Weltkrieg befreit und studierte Naturwissenschaften an der Sorbonne mit dem Abschluss 1917. Er wandte sich der Mineralogie zu und wurde 1920 Präparator und ab 1927 Assistent von Alfred Lacroix am Naturhistorischen Museum in Paris. In dieser Zeit befasste er sich mit der Mineralgruppe der Chlorite und begann seine Beteiligung an der geologischen Kartierung Frankreichs, speziell in Korsika, der Heimat seiner Frau. Außerdem war er politisch auf Seiten der Sozialisten engagiert und Vizepräsident der Union Rationaliste.
1930 wurde er Sous-Directeur und 1937 Professor für Mineralogie am Naturhistorischen Museum und Leiter des Labors für Mineralogie an der École pratique des hautes études. In dieser Zeit befasste er sich mit optischer Mineralogie, speziell opaken Mineralien, worunter auch viele Erze fallen. Dazu entwickelte er ein Polarisationsmikroskop für reflektiertes Licht. Während der deutschen Besetzung im Zweiten Weltkrieg lagerte er zunächst die Mineralien des Naturhistorischen Museums in die Provinz aus und beteiligte sich am Widerstand. Er hatte dabei Kontakte zu Frédéric Joliot-Curie und trat der Kommunistischen Partei bei. Nach dem Krieg wurde er von Frederic Joliot-Curie im Rahmen des CEA mit der Aufnahme der Uranvorräte Frankreichs und seiner überseeischen Kolonien sowie mit Prospektion nach Uran beauftragt. Dabei wurde Pechblende in den Départements Saône-et-Loire und Haute-Vienne gefunden. 1967 ging er in den Ruhestand.
Er vermehrte die mineralogische Sammlung des Naturhistorischen Museums in Paris insbesondere durch den Erwerb großer Teil der umfangreichen Sammlung von Louis Vésigné und befasste sich auch speziell mit Meteoriten und deren chemischer Zusammensetzung.
1963 wurde Orcel Mitglied der Académie des sciences. Zweimal war er Präsident der Französischen mineralogischen Gesellschaft.

## Ehrungen
- Ehrenmitgliedschaft in der Mineralogical Society of Great Britain and Ireland
- 1935 wurde er Ritter der Ehrenlegion und 1947 Offizier der Ehrenlegion.
- 1959 benannte sein Schüler (später Professor am Museum) Simone Caillère das Mineral Orcelit nach ihm.